# Močnik
Močnik je gosta jed iz zdroba, ki ga zakuhamo v kropu ali mleku. Lahko mu dodamo jajca, maslo ali  sadje. Glede na uporabljeno moko je močnik lahko ajdov, bel, koruzni ali ovsen.

Močnik so poznali najkasneje v visokem srednjem veku, iz leta 1485 izhaja zapis o sladkem močniku kot plemiški jedi. Poleg kaše je bil najbolj razširjena jed večinskega mestnega in podeželskega prebivalstva do začetka oziroma sredine 20. stoletja. Močnik je pojmovan kot slovenska narodna jed, danes se redko znajde na jedilniku.